# Serrat de la Muga (Navars)
El Serrat de la Muga és una serra situada al municipi de Navars, a la comarca catalana del Bages, amb una elevació màxima de 566 metres.